# Кабінет національних меншин при ВУАН
Кабінет національних меншин при ВУАН — науково-дослідна установа при Етнографічній комісії при ВУАН, що діяла протягом 1929—1932 рр.

## Історія
Створено 28 січня 1929 р. під керівництвом проф. Є. Рихліка. Кабінетом проводилися дослідження стосунків та взаємовпливів тих національних меншин, які проживали в УСРР, вивчалися «типові села», в яких компактно жили представники національних меншин, а також процеси, пов'язані з радянізацією вказаних поселень. Велися бібліографічні розвідки праць, присвячених національним меншинам в Україні, збиралися матеріали, що стосувалися їхнього життя, та матеріали для складання етнографічної карти України. Була розпочата робота з підготовки серії видань «Національні меншості України».
19 лютого 1932 р. у зв'язку з утворенням Інституту національного питання ВУАН кабінет було ліквідовано.